# 執事が姫を選ぶとき
『執事が姫を選ぶとき』（しつじがあるじをえらぶとき）は、PeasSoftより2013年5月24日に発売されたアダルトゲーム。
2016年2月25日にはPlayStation 4版及びPlayStation Vita版がテイジイエル企画→エンターグラムから発売された。

## あらすじ
私立桂ノ宮学園は、世界各地から集ったお嬢様たちを立派な淑女へと育て上げることで知られるが、その一方で彼女たちに仕える執事の育成も行っていた。
代々優秀な執事を輩出してきた家に生まれた椿尚弥は、先人に劣らぬ名執事になることを夢見て桂ノ宮学園の執事特待生コースに編入する。
若くして才気に満ちた椿は、お嬢様たちの頂点に立つと見なされている5人の薔薇姫（サンク・ローゼス）の注意を引き、5人から同時に執事実習の相手に指名される。
悩んだ末に、心から仕えたいと思う「姫」を選ぶ椿。奉仕の日々を重ねていく中で、いつしか両者の親密な関係は身分の差をも越えそうになるが、お嬢様と執事の恋愛は校則で禁じられていた。
許されない愛を貫こうとする椿を、大きな試練が待ち受ける。

## 登場人物
椿 尚弥（つばき なおや）
本作の主人公。私立桂ノ宮学園の執事特待生コースに編入し、「5人の薔薇姫（サンク・ローゼズ）」の執事となる。
アメリア＝ローズ＝ブレッティンガム
声 - かわしまりの
冷血の薔薇姫の異名を持つ令嬢。
桂ノ宮 沙耶（かつらのみや さや）
声 - 夏野こおり
太陽と月の薔薇姫の異名を持つ令嬢。普段はクールだが、素はあまえたがり。
真姫＝ゴールド＝ウィーンバーグ
声 - 一色ヒカル
秀麗の薔薇姫の異名を持つ令嬢。
ベロニカ＝ルーベンシュタット
声 - 青葉りんご
戒律の薔薇姫の異名を持つ令嬢で、気弱で異性に抵抗感がある。
一乗寺 由良（いちじょうじ ゆら）
声 - 真中海
気まぐれの薔薇姫の異名を持つ令嬢。

## スタッフ
- 原画 - あんころもち、さとーさとる
- シナリオ - 望月JET、神野マサキ
- 主題歌 - 歌：小鳥遊まこ 『eternal fidelity』